# Rafal
Rafal è un comune spagnolo situato nella comunità autonoma Valenciana.